# Szpeciele

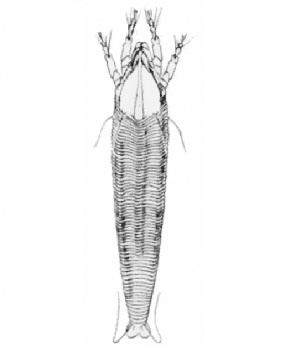
Kształt ciała szpeciela

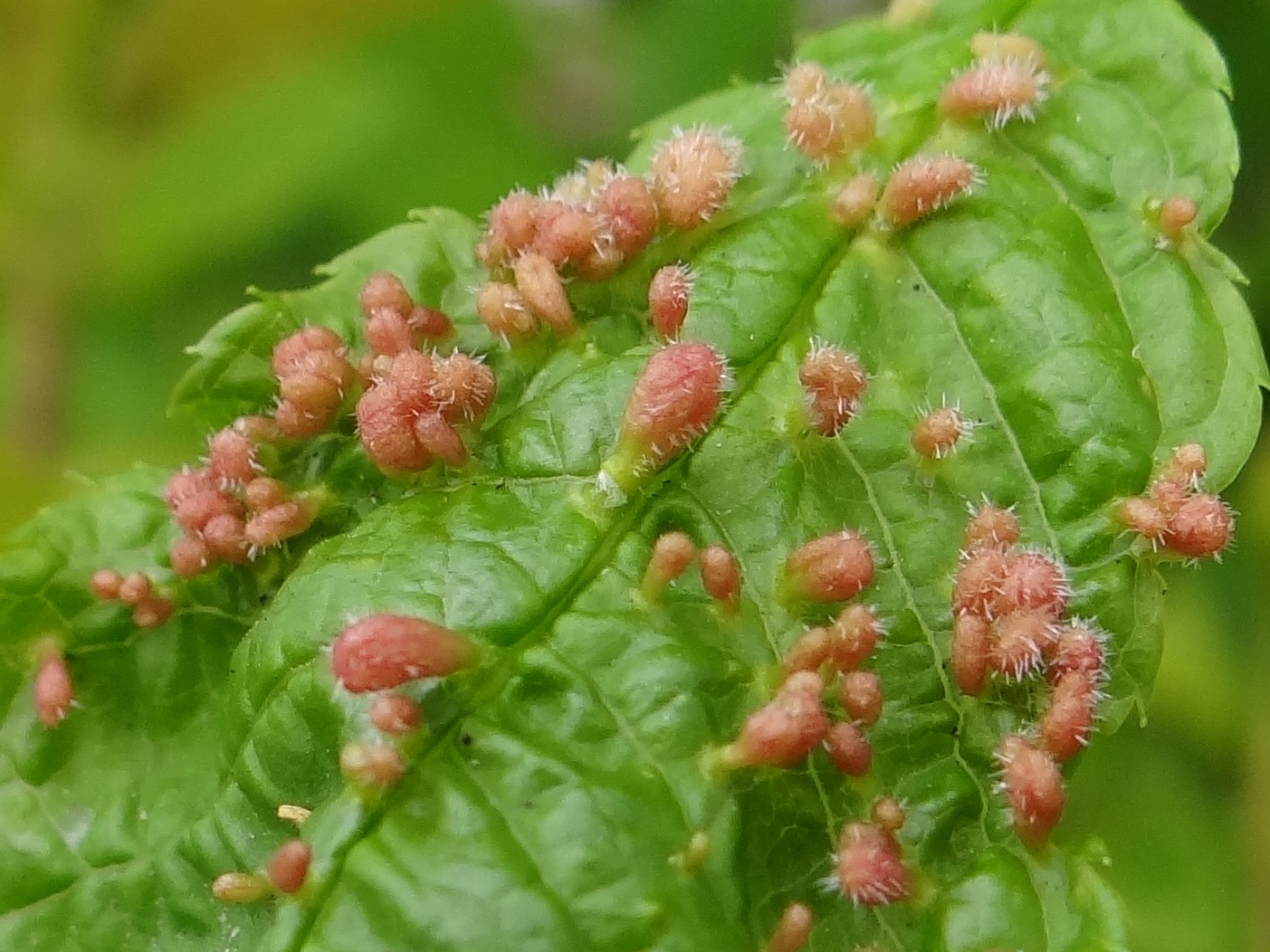
Galasy na liściu czeremchy wywołane przez Phyllocoptes eupadi

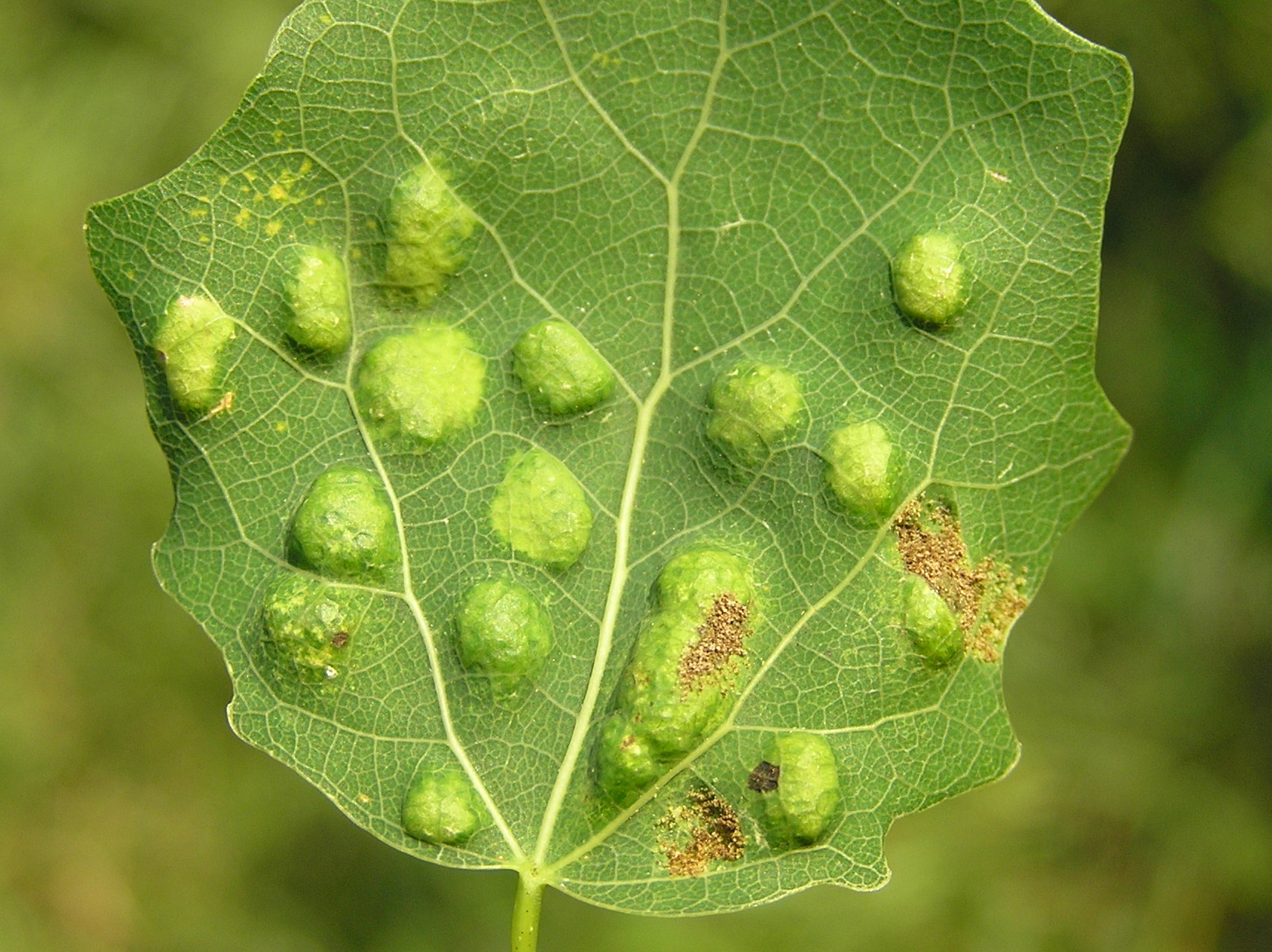
Deformacje liścia spowodowane przez Phyllocoptes populi

Szpeciele, obrzęki (Eriophyoidea) – nadrodzina roślinożernych roztoczy charakteryzująca się obecnością dwóch par odnóży i odmiennym od pozostałych roztoczy wykształceniem narządów gębowych.

## Morfologia
Szpeciele są najmniejszymi roztoczami. Wielkość tych pajęczaków waha się w przedziale 0,08–0,30 mm. Ich ciało jest wrzecionowate, wydłużone, jasno ubarwione (zwykle białe lub słomkowo-kremowe).
W przedniej części ciała występuje tarcza, narządy gębowe i odnóża. Narządy gębowe składają się z rostrum, pedipalp i sztylecików służących do nakłuwania roślin. Odwłok jest segmentowany.
We wszystkich stadiach rozwoju posiadają jedynie dwie pary odnóży.

## Znaczenie gospodarcze
Ślina szpecieli zawiera substancje powodujące u roślin odbarwienia lub deformacje liści, a także powstawanie wyrośli.
Szpeciele atakują przeważnie rośliny jednego lub kilku gatunków należących do tego samego rodzaju. Polską nazwę zawdzięczają deformacjom i uszkodzeniom jakie wywołują na roślinach żywicielskich, takim jak np. galasy, przebarwienia, zawijanie krawędzi liści, nabrzmiewanie pąków, czarcie miotły.
Wiele gatunków szpecieli to wektory grzybów, wirusów i mykoplazm, wywołujących choroby roślin.

## Systematyka
Wśród szpecieli wyróżniane są rodziny:
- Diptilomiopidae
- Eriophyidae – szpecielowate
- Nalepellidae
- Pentasetacidae
- Phytoptidae

## Wybrane gatunki
- Abacarus hystrix
- Abacarus acutatus
- Aceria tulipae – przebarwiacz czosnkowy
- Aculus fockeui – pordzewiacz śliwowy
- Aculus schlechtendali – pordzewiacz jabłoniowy
- Cecidophyopsis ribis – wielkopąkowiec porzeczkowy
- Epitrimerus piri – wzdymacz gruszowy
- Eriophyes laevis – kolbowiec olchowy[2]
- Eriophyes piri – podskórnik gruszowy
- Eriophyes tiliae – różkowiec lipowy